# Ablerus chionaspidis
Ablerus chionaspidis är en stekelart som först beskrevs av Howard 1914.  Ablerus chionaspidis ingår i släktet Ablerus och familjen växtlussteklar. Inga underarter finns listade i Catalogue of Life.